# Hadula chiklika
Hadula chiklika là một loài bướm đêm trong họ Noctuidae.